# San Costantino Calabro
San Costantino Calabro (tiếng Hy Lạp: Aghios Konstantinos Kalavros) là một đô thị ở tỉnh Vibo Valentia trong vùng Calabria, có cự ly khoảng 50 km về phía tây namcủa Catanzaro và khoảng 4 km về phía tây namcủa Vibo Valentia. Tại thời điểm ngày 31 tháng 12 năm 2004, đô thị này có dân số 2.320 người và diện tích là 7,0 km².
San Costantino Calabro giáp các đô thị: Francica, Jonadi, Mileto, San Gregorio d'Ippona.